# Drøbak
Drøbak là một làng nằm ở Na Uy.